# جوناس داهل (كاتب)
جوناس داهل (بالنرويجية: Jonas Dahl)‏ (و. 1849 – 1919 م) هو كاتب، وقسيس نرويجي، ولد في ستافانغر، توفي عن عمر يناهز 70 عاماً.

## روابط خارجية
- جوناس داهل على موقع ميوزك برينز (الإنجليزية)